# Joaquín Manuel Gutiérrez
Joaquín Manuel Gutiérrez Sedó (Heredia, 18 de septiembre de 1893 - Curridabat, 1 de septiembre de 1983) fue un exfutbolista profesional y exentrenador costarricense.

## Trayectoria
Inició su carrera deportiva con el Club Sport La Libertad en 1909, equipo con el que se mantendría por un periodo de 10 años paralelamente a sus participaciones con el Club Obrero Cristóbal Colón. Su debut en la Primera División lo hizo con el Club Sport Herediano el 10 de julio de 1921 en un encuentro ante Liga Deportiva Alajuelense con marcador de 1-3 a favor de los rojiamarillos, partido en el cual anota también su primer gol en Primera División. Con el Club Sport Herediano logra el título de campeón en las temporadas 1921, 1922, 1924 y 1927. Entre 1923 y 1934 integra intermitentemente equipos como el Club Sport Herediano, el Hispano de Nueva York y el Costa Rica FC.
A nivel de selecciones nacionales debutó el 14 de setiembre de 1921 en un encuentro ante la Selección de fútbol de El Salvador por los Juegos Atléticos del Centenario de la Independencia de Centroamérica, logrando en ese partido su primera anotación. Este sería el primer partido oficial de la Selección de fútbol de Costa Rica en la historia, donde a su vez, Joaquín Manuel Gutiérrez se convertiría en el primer anotador histórico de la selección.
Como director técnico dirigió al Club Sport Herediano bajo la figura de Capitán General en 1921 y 1922, años en los que logra el título de campeón. También estuvo al frente de equipos como el Hispano y el Galicia en los Estados Unidos.
A nivel dirigencial, funda el Club Obrero Cristóbal Colón en 1913. En 1921 junto a Eladio Rosabal, Víctor Manuel Ruiz, Claudio Arguedas y Luis Valerio, funda el Club Sport Herediano formando parte de la primera Junta Directiva del equipo florense en calidad de Capitán General. Además, fue miembro fundador de la Federación Costarricense de Fútbol, fungiendo en la primera Junta Directiva de Federación en calidad de Vicepresidente. En 1950 es nombrado Secretario General de Deportes.
Su máxima distinción individual ha sido la incorporación a la Galería Costarricense del Deporte en 1974.

## Clubes

### Como jugador
| Club                        | País           | Año       |
| --------------------------- | -------------- | --------- |
| C.S La Libertad             | Costa Rica     | 1909-1919 |
| Club Obrero Cristóbal Colón | Costa Rica     | 1913-1920 |
| C.S Herediano               | Costa Rica     | 1921-1927 |
| Hispano                     | Estados Unidos | 1924-1930 |
| Costa Rica F.C              | Estados Unidos | 1930-1934 |

### Como técnico
| Club          | País       | Año       |
| ------------- | ---------- | --------- |
| C.S Herediano | Costa Rica | 1921-1922 |

## Palmarés

### Como jugador

#### Títulos nacionales
| Título                         | Club          | País       | Año  |
| ------------------------------ | ------------- | ---------- | ---- |
| Primera División de Costa Rica | C.S Herediano | Costa Rica | 1921 |
| Primera División de Costa Rica | C.S Herediano | Costa Rica | 1922 |
| Primera División de Costa Rica | C.S Herediano | Costa Rica | 1924 |
| Primera División de Costa Rica | C.S Herediano | Costa Rica | 1927 |

#### Títulos internacionales
| Título                                                               | Equipo     | Sede      | Año  |
| -------------------------------------------------------------------- | ---------- | --------- | ---- |
| Juegos Atléticos del Centenario de la Independencia de Centroamérica | Costa Rica | Guatemala | 1921 |

### Como técnico
| Título                         | Club          | País       | Año  |
| ------------------------------ | ------------- | ---------- | ---- |
| Primera División de Costa Rica | C.S Herediano | Costa Rica | 1921 |
| Primera División de Costa Rica | C.S Herediano | Costa Rica | 1922 |